# Ascent
Ascent je studentski časopis Sveučilišnog odjela za stručne studije Sveučilišta u Splitu. To je časopis usmjeren u prvom redu studentima tehničkih i ekonomskih studija, ali i studentima drugih srodnih fakulteta te zainteresiranima za ekonomiju, tehnologiju i zbivanja na Odjelu za stručne studije. 

## Kratki opis
Pokretanjem studentskog časopisa Odjela za stručne studije cilj je bio bolje povezati i informirati studente, te izraditi kvalitetan promidžbeni materijal za buduće studente. Također, namjera je bila da časopis predstavlja kroničar događaja o radu Odjela u prošlosti. Inicijator izdavanja i prvi glavni urednik časopisa je student Krešimir Poljak uz potporu Studentskog zbora Odjela. Nakon izlaska prvog broja glavna tema koja se obrađuje u časopisu su relevantni studentski projekti koji predstavljaju ekonomski i društveni dobitak. Časopis je usklađen sa standardima ISSN ureda za Hrvatsku. Dostupan je na svima sastavnicama Sveučilišta u Splitu te u Nacionalnoj i sveučilišnoj knjižnici u Zagrebu.

### Naziv
Naziv časopisa „Ascent“ u prijevodu s engleskog na hrvatski znači „Uspon, Uzlet“. Osim što je jednostavan, lako pamtljiv i upečatljiv, simbolizira poslovni uzlet čiji je temeljni postulat obrazovanje i cjeloživotno usavršavanje.

## Format
Časopis izlazi u tiskanom izdanju koje izlazi jednom u semestru, u veljači i listopadu. Sastoji se od šest stalnih rubrika: Student project, Poduzetnički inkubator, Stručni student, Erasmus, Unisport, OSS Kalendar.

## Suradnici
Članke u Ascentu pišu sadašnji i bivši studenti Odjela te članovi studentskih udruga Upit i AlumniUmbra. Časopis je otvoren i prema studentima srodnih fakulteta koji bi željeli u svojim člancima obraditi zajedničke teme. Tisak i lektura u potpunosti su financirani od strane Odjela.

## Glavni urednici
- Krešimir Poljak 2014. – 2016.
- Ana Kuić 2016. -

## Vanjske poveznice
- Službena Facebook stranica
- Ascent - 1. broj
- Ascent - 2. broj